# تراموای ایل-دو-فرانس
تراموای ایل-دو-فرانس (به انگلیسی: Tramways in Île-de-France) سیستم تراموای پاریس در فرانسه است.
این تراموا که در سال ۱۹۹۲ تأسیس شده دارای ۱۰ خط، ۱۸۶ ایستگاه و ۱۰۴٫۷ کیلومتر طول می‌باشد.

## نگارخانه

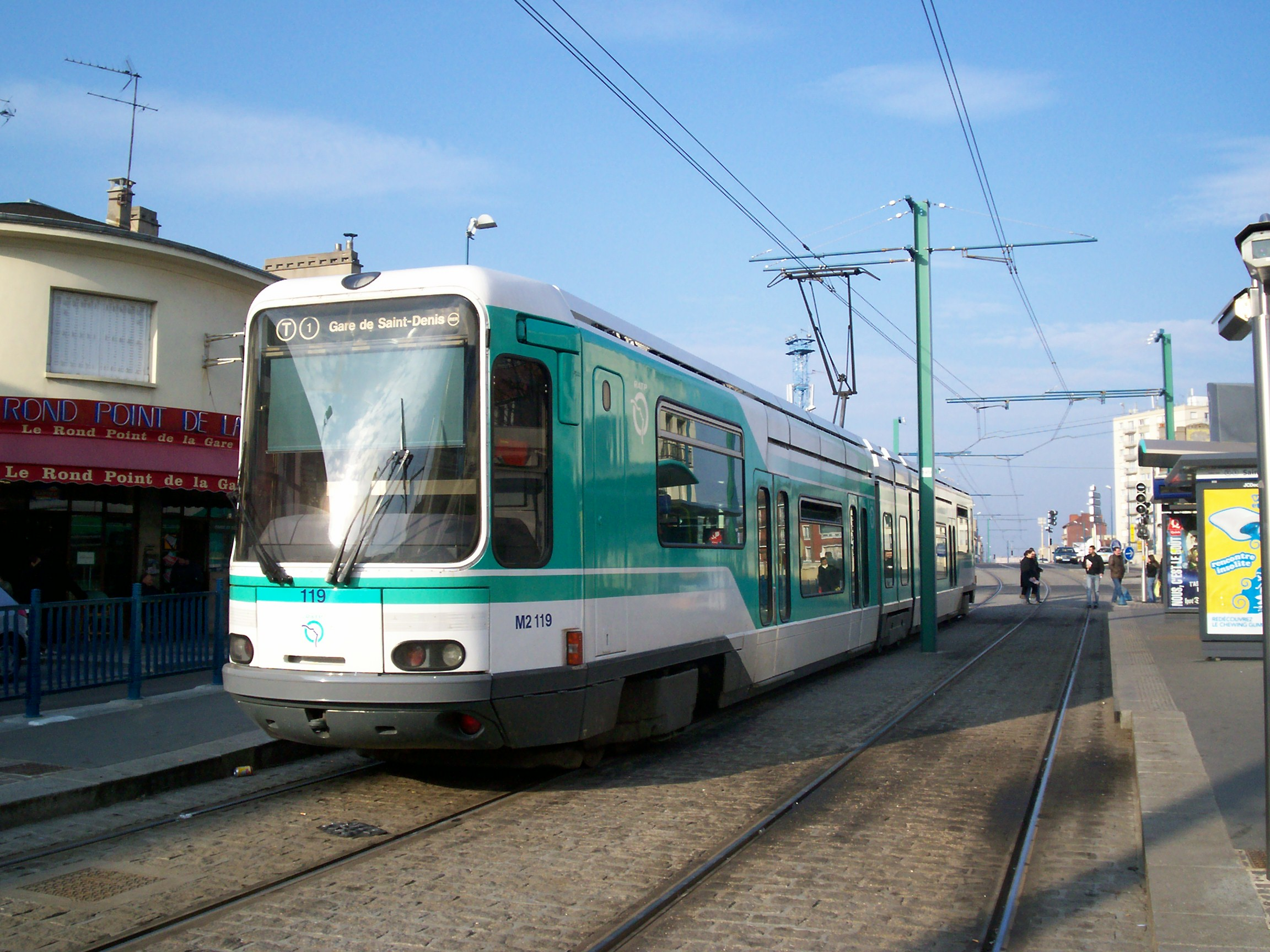
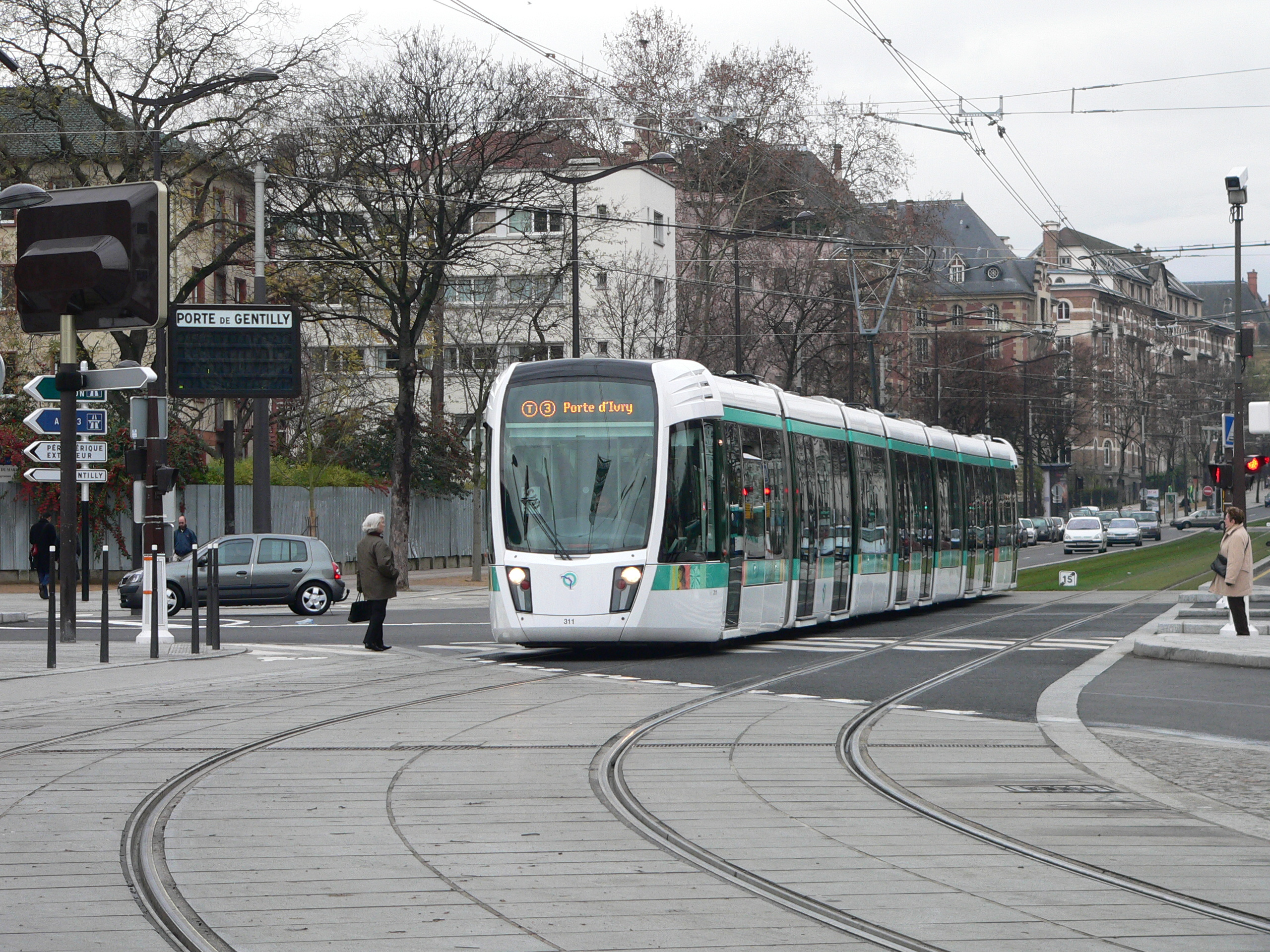
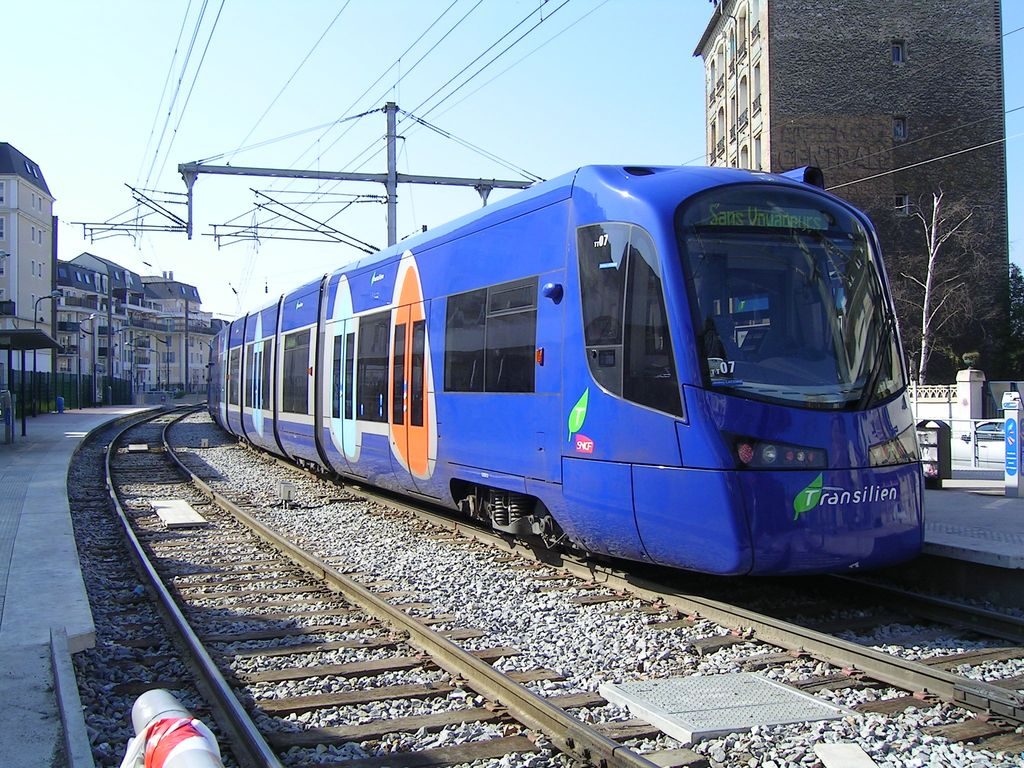
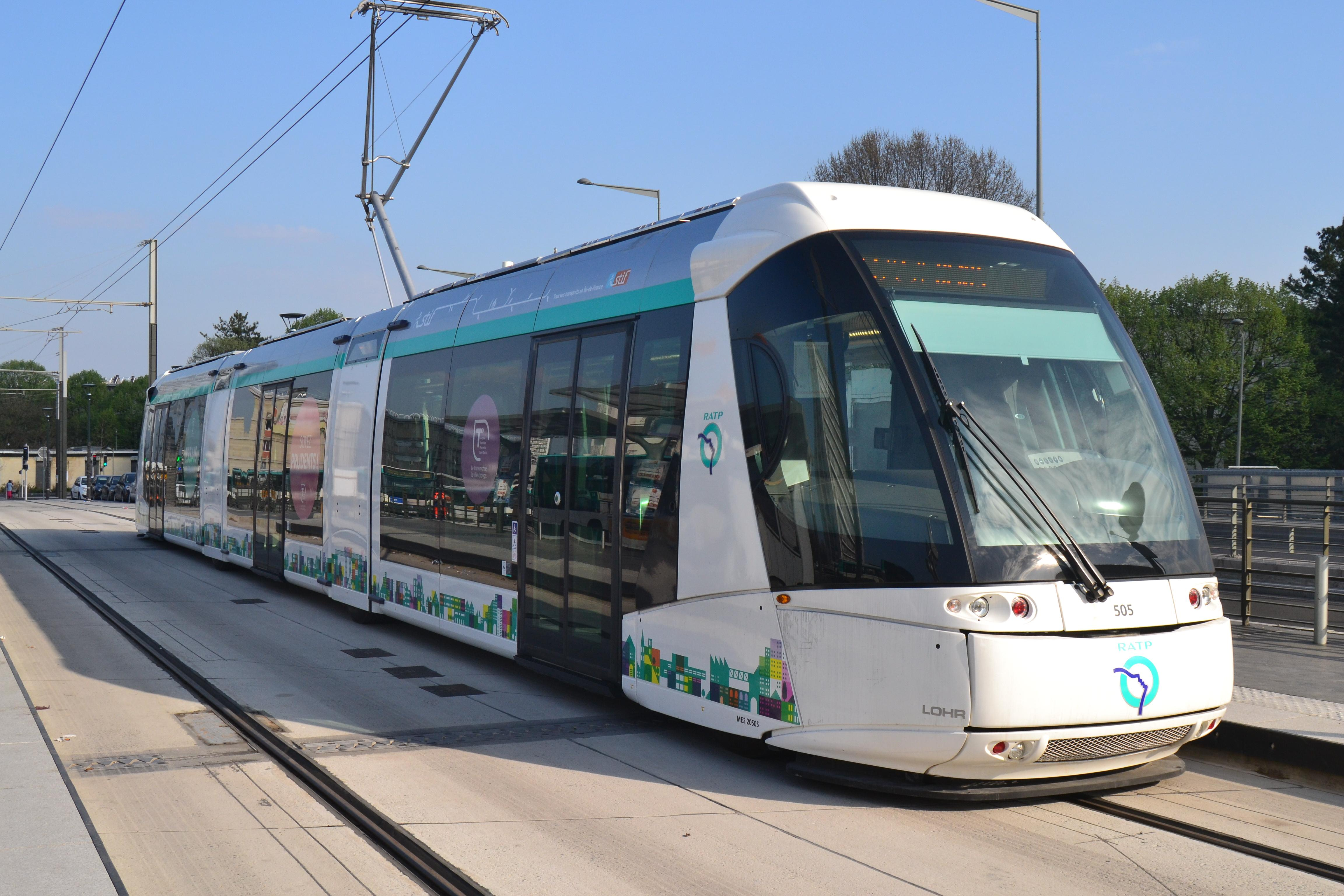